# Belmiro Ribeiro de Morais e Silva
Belmiro Ribeiro de Morais e Silva nasceu na cidade de Santos, litoral do Estado de São Paulo, Brasil. 
Foi um influente empresário e político em Santos, tornando-se vereador e prefeito por dois mandatos, de 1911 a 1914 e de 1917 a 1920. Foi proprietário, em sociedade com Roberto Simonsen, das empresas Companhia Central de Armazéns Gerais e da Companhia Construtora de Santos.
Foi também proprietário em Santos das glebas da dita Vila Operária, o principal bairro operário da cidade na virada do século XIX para o século XX. Na prefeitura, Belmiro Morais adotou uma política dita de "combate a cortiços", buscando criar uma zona modelo no bairro, e de modo geral modernizar o urbanismo de Santos. Em sua homenagem, a Vila Operária passou a ter o nome de Vila Belmiro, em 1920 -- é aliás até hoje conhecida assim. O local tem destaque por ser a sede do Santos FC.